# Chiesa di San Lorenzo (Campi Bisenzio)
La chiesa di San Lorenzo a Campi è la parrocchiale dell'omonimo quartiere del comune di Campi Bisenzio, situato nella parte occidentale del comune, oltre il fiume Bisenzio.

## Storia e descrizione
La chiesa è attestata almeno dal 1208, quando viene citata in un documento circa la permuta di alcuni terreni. Le forme attuali tuttavia risalgono a un importante ampliamento del 1964-1965 (progetto di Marcello Peruzzi), che allungò la chiesa verso la facciata, con un nuovo prospetto, due nuove navate laterali e una nuova copertura. Ciò era dovuto sia alla necessità di riparare i danni di guerra, che a quella di supplire la crescita della popolazione.
La chiesa si presenta quindi moderna all'esterno, ma all'interno sono sopravvissute alcune tracce dell'edificio antico, tra cui un Crocifisso ligneo del XV secolo e i resti di affreschi trecenteschi nel presbiterio, con una volta ornata da busti degli evangelisti e tracce di un Giudizio Universale, in particolare dell'Inferno.